# 住吉如慶

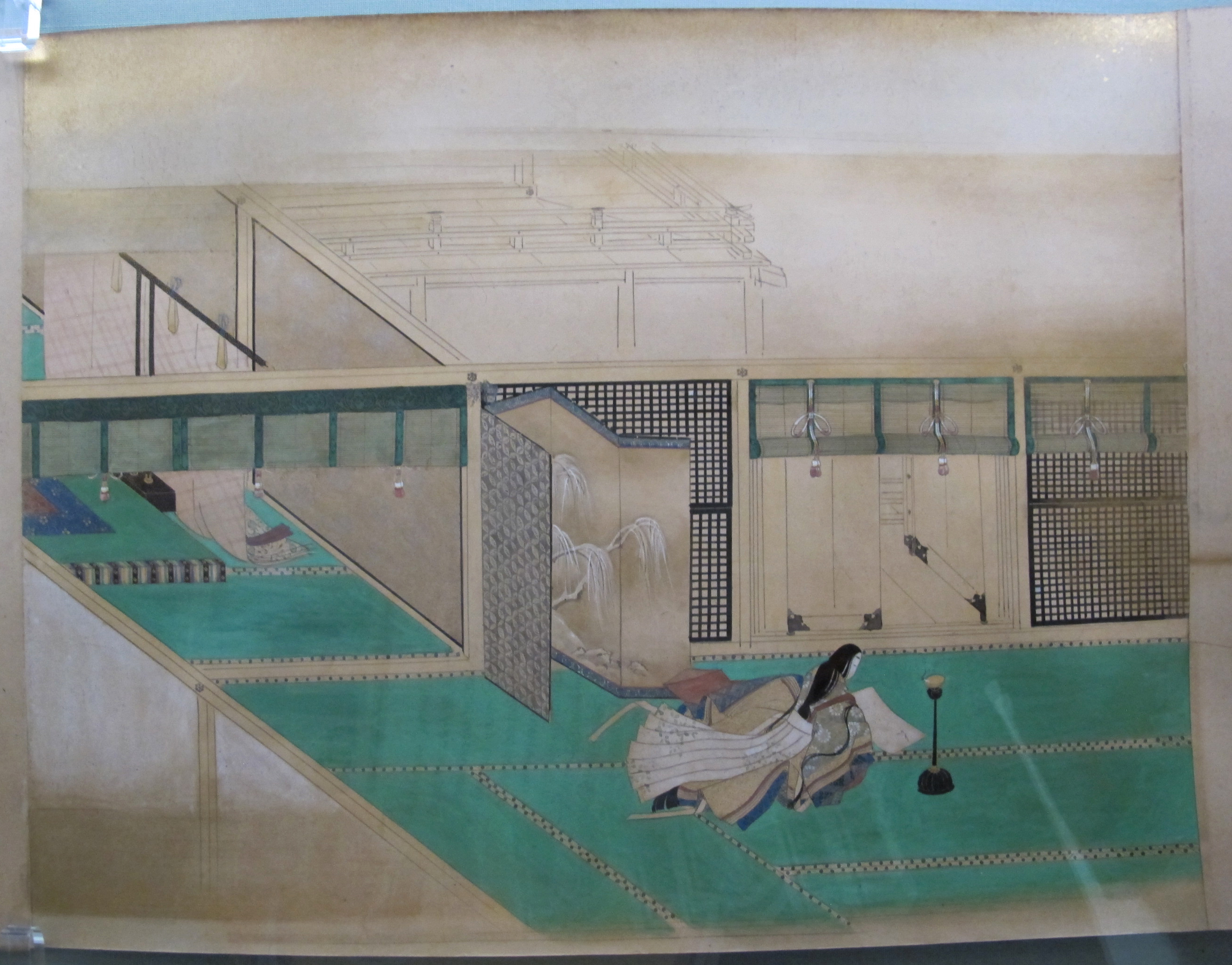
伊勢物語絵巻（巻三部分）東京国立博物館

住吉 如慶（すみよし じょけい、慶長4年（1599年） - 寛文10年6月2日（1670年7月18日））は、江戸時代前期の大和絵の絵師。江戸幕府の御用絵師を務めた住吉派の祖。泉州・堺出身。幼名は千夜叉丸、長十郎（長重麿）。諱は広通、広道、あるいは忠俊。通称は内記。旧姓は土佐。

## 伝記
土佐光吉の子とも門弟とも言われるが、後者のほうが可能性が高い。光吉ついで土佐光則に学び、土佐光陳（みつひさ）と称した。光則が上洛するのに先んじて、光陳は京都に出ていて、内記と改称。寛永2年（1625年）、南海坊天海の推挙で、「東照宮縁起絵巻」を制作するため、名目上光則の弟分として関東に下る。如慶は、日光・和歌山・岡山・川越喜多院の各東照宮に奉納された都合4点の「東照宮縁起絵巻」を制作しており（うち和歌山・岡山本が現存）、こうした画事を通じて幕府との関係が深まり、後の御用絵師登用に繋がったと見られる。しかし、この頃はまだ主として京都で活躍したらしく、承応3年（1654年）からの内裏造営に伴う障壁画制作では、狩野探幽ら狩野派の絵師たち、土佐光起、海北友雪らと共に参加している。
寛文元年（1661年）、妙法院門跡・尭然法親王のもとで剃髪、如慶と号し、法橋さらに法眼に叙せられる。翌年、後西天皇の勅命により苗字を住吉と改め、住吉家を立てることになった。これは、摂州住吉絵所が鎌倉時代中期の住吉慶恩（慶忍）一代で絶えたのを、かねてより後水尾天皇が遺憾としており、この意を受けた後西天皇が如慶をその人に当てた事による。このため如慶は、住吉家中興の祖とよばれる。同年、「年中行事絵巻」を模写。享年72。墓は京都・廬山寺と東京・護国院(のち多磨霊園に改葬)。戒名は法眼如慶月江廣通居士。長男の住吉具慶が跡を継ぎ、他の息子に画僧となった鶴洲霊翯がいる。
画風は土佐風の細密画法に、鎌倉時代の絵師・高階隆兼（「春日権現霊験記絵」の作者）に学んだと見られる構築的な画面構成や濃密な色彩を加味し独自の画風を切り開いた。一方、漢画に学んだあとが認められる作品も存在し、また「菊花写生図巻」（個人蔵）のように、客観的な観察と写実的描写への意欲を示す作品もある。

## 代表作
| 作品名           | 技法         | 形状・員数 | 寸法（縦x横cm）                     | 所有者                             | 年代                  | 落款・印章 | 備考 |
| ---------------- | ------------ | ---------- | ----------------------------------- | ---------------------------------- | --------------------- | --- | --- |
| 年中行事絵巻     |              | 16巻       |                                     | 個人                               | 土佐内記時代          | | 同絵巻の最古写本。原本が失われた現在では、原本を最もよく伝えるものとして貴重。                                                                                                   |
| 蟲歌合絵巻       | 紙本淡彩     | 1巻        |                                     | 個人                               | 1640年（寛永17年）    | | 木下長嘯子の「蟲歌合」に絵を加えたもの。 |
| 東照社縁起絵巻   | 紙本著色     | 5巻        |                                     | 紀州東照宮（和歌山県立博物館寄託） | 1646年（正保3年）     | | 和歌山県指定文化財。詞書は尊純法親王筆。施主は紀州徳川家。 |
| 東照宮縁起絵巻   | 紙本著色     | 6巻        |                                     | 個人（東京国立博物館寄託）         | 1648年（慶安元年）    | | 岡山東照宮旧蔵。詞書は尊純法親王と池田光政。家康三十三回忌を記念して制作。 |
| 聖徳太子絵伝     | 紙本著色     | 5巻        |                                     | 広隆寺                             | 1653年（承応2年）     | | |
| 秋草図屏風       | 紙本著色     | 六曲一双   | 79.5x263.0                          | 大倉集古館                         | 1962年（寛文2年）以前 | 各隻に款記「土佐広通筆」/「土佐広通」朱文方印                                                                                         | |
| 宇治橋姫物語絵巻 | 紙本著色     | 1巻        | 30.5 x1321                          | フリーア美術館                     | 1962年（寛文2年）以前 | 「土佐」「廣通」印 | |
| 伊勢物語絵巻     | 紙本著色     | 6巻        | 30.3～30.8x1526.0～1648.4           | 東京国立博物館                     | 1663年（寛文3年）以前 | 各巻末に款記「住吉法橋如慶筆」/「廣通」白文方印                                                                                       | 伊勢物語125段全ての詞書が揃い、絵も80図という大分な伊勢物語絵巻。、書は愛宕通福筆。家綱の御台所顕子女王遺愛の品で、家綱のいとこ不卯姫の子で津軽藩5代目藩主・津軽信寿への下賜品。 |
| 多武峯縁起絵巻   | 紙本著色     | 1巻        |                                     | 談山神社                           | 1668年（寛文8年）     | | 具慶との合作。詞書は二条光平をはじめ藤原氏一門42人の寄合書。 |
| 堀川夜討絵詞     | 紙本著色     | 2巻        | 上巻：29.0x1219.5/下巻：29.0x1220.1 | 東京国立博物館                     |                       | | |
| 宇治橋姫物語絵巻 | 紙本著色     | 1巻        |                                     | 東京国立博物館                     |                       | | |
| 狭衣物語絵巻     | 紙本著色     | 1巻        |                                     | 東京国立博物館                     |                       | | |
| 瀟湘八景図巻     |              | 1巻        | 28.4x491.1                          | 東京国立博物館                     |                       | | |
| 年中行事図屏風   | 紙本著色     | 六曲一双   | 91.9x267.8                          | 東京国立博物館                     |                       | | |
| 書写山縁起絵巻   | 紙本著色     | 1巻        |                                     | 兵庫・円教寺                       |                       | | |
| 源氏物語画帖     | 紙本淡彩     | 1帖計54組  |                                     | サントリー美術館                   |                       | | 詞書は園基福筆 |
| 源氏物語画帖     | 著色         | 1帖        |                                     | 大阪青山歴史文学博物館             |                       | | 詞書は当時の公家たちによる寄合書。 |
| 三十六歌仙画帖   | 絹本著色     | 1帖        | 31.7x23.5                           | 和泉市久保惣記念美術館             | 1662年（寛文2年）以降 | 巻頭の柿本人麻呂と紀貫之・巻末の平兼盛と中務に款記「住吉法橋如慶筆」/「法橋」白文方印。それ他全てに「住吉」朱文方印・「法橋」白文方印 | |
| 木曽物語絵巻     | 紙本著色     | 3巻        |                                     | 出光美術館                         |                       | | |
| 四季山水図座屏   | 絹本墨画淡彩 | 1対        |                                     | 相国寺承天閣美術館                 |                       | | |
| きりぎりす絵巻   | 紙本著色     | 2巻        |                                     | 細見美術館                         |                       | | |
| 徒然草図屏風     | 紙本著色     | 六曲一双   | 82.6x256.4                          | 熱田神宮                           |                       | 無款 | 伝住吉如慶 |

## 参考資料
- 展覧会図録 『江戸のやまと絵  住吉如慶・具慶』 サントリー美術館、1985年
- 下原美保 「住吉如慶・具慶によるやまと絵制作について --画題の傾向を中心に」『鹿児島大学教育学部研究紀要 人文・社会科学編』 Vol.60、pp.237-253（PDF）
- 伊勢物語絵研究会編 『住吉如慶筆 伊勢物語絵巻』 思文閣出版、2019年4月26日、ISBN 978-4-7842-1959-9